# Call Me Miss…
Call Me Miss… ist das sechste Studioalbum der japanischen Sängerin Crystal Kay. Das Album wurde am 22. Februar 2006 in Japan veröffentlicht und debütierte in der ersten Woche auf Platz 2 mit 116.050 verkauften Einheiten in den Oricon-Charts in Japan.

## Details zum Album
Call Me Miss… wurde zwei Wochen nach der Veröffentlichung, von der Single Kirakuni / Togehter, veröffentlicht. Als Bonus findet man auf der CD eine Orchester-Version zum Lied Kiss, auf der DVD findet man zwei Musikvideos und jeweils zwei Auftritte zu den Liedern Koi ni Ochitara und Two as One, welche beide Platz 2 der Oricon-Charts erreichten. Das Lied Koi ni Ochitara wurde für die gleichnamige Dorama-Serie als Titelmelodie verwendet und Two as One für eine Toyota-Werbung.
- Katalognummern - Reguläre CD-Version: ESCL-2800[4]; limitierte CD+DVD-Version: ESCL-2798/9[5]

## Titelliste

### CD
| #   | Titel                                | Übersetzung              | Länge |
| --- | ------------------------------------ | ------------------------ | ----- |
| 1.  | Baby Girl                            | Baby Girl                | 4:07  |
| 2.  | Kirakuni                             | Kirakuni                 | 4:16  |
| 3.  | Koi ni Ochitara (恋におちたら)       | Wenn ich verliebt bin    | 4:29  |
| 4.  | Hero                                 | Held                     | 3:40  |
| 5.  | Telepathy (テレパシー)               | Telepathie               | 4:37  |
| 6.  | KTK                                  | KTK                      | 4:13  |
| 7.  | I Know                               | Ich weiß                 | 4:22  |
| 8.  | Nobody but You                       | Niemanden außer dir      | 4:34  |
| 9.  | Together                             | Zusammen                 | 3:40  |
| 10. | Fly to You                           | Zu dir fliegen           | 4:49  |
| 11. | Kitto (きっと)                       | Sicherlich               | 3:57  |
| 12. | Two as One (feat. Chemistry)         | Zwei zusammen            | 3:44  |
| 13. | Happy Life                           | Glückliches Leben        | 3:49  |
| 14. | Namida ga Afuretemo (涙があふれても) | Überlaufende Tränen      | 5:14  |
| 15. | Kiss (Orchestra Version)             | Kuss (Orchester-Version) | 4:33  |

### DVD
| #  | Titel                        | Anmerkung    |
| -- | ---------------------------- | ------------ |
| 1. | Koi ni Ochitara              | Musikvideo   |
| 2. | Two as One (feat. Chemistry) | Musikvideo   |
| 3. | Koi ni Ochitara              | Live-Version |
| 4. | Two as One (feat. Chemistry) | Live-Version |

## Verkaufszahlen und Charts-Platzierungen

### Charts
| Charts                           | Positionen |
| -------------------------------- | ---------- |
| tägliche Oricon-Album-Charts     | 1          |
| wöchentliche Oricon-Album-Charts | 2          |
| jährliche Oricon-Album-Charts    | 50         |

### Verkäufe
| Charts              | Erste Woche | Insgesamt | Charts-Aufenthalt |
| ------------------- | ----------- | --------- | ----------------- |
| Oricon Album-Charts | 116.050     | 250.698   | 17 Wochen         |